# 中野伊万里
中野 伊万里（なかの いまり、1974年8月30日 - ）は、RKB毎日放送の元アナウンサー。
愛媛県松山市出身。1997年に佐賀大学を卒業しRKB毎日放送に入社。1999年からは、当時の若手女子アナ4人によるオリジナルユニット「ピーチーズ」のメンバーとしても活動。2001年、結婚を機に退社。学生時代にミス日本に選ばれる。現在は、家庭を持つ主婦である。

## アナウンサー時代の主な担当番組
- ピーチーズの@お気に入り（テレビ）
- エクスプレス（テレビ、JNN28局ネット、福岡担当）
- 坂口卓司はだか一貫!弐拾貫!（ラジオ）